# 스즈키 요시타케
스즈키 요시타케(일본어: 鈴木 喜丈, 1998년 7월 6일 ~ )는 일본의 축구 선수이다. 현재 J1리그의 파지아노 오카야마에서 뛰고 있다.

## 구단 경력
그는 2016년부터 J리그의 FC 도쿄, 미토 홀리호크, 파지아노 오카야마에서 뛰었다.